# Schwedenlinde
Die Schwedenlinde ist ein Naturdenkmal im Ortsteil Brielow der Gemeinde Beetzsee im Landkreis Potsdam-Mittelmark in Brandenburg. Sie hat einen Stammumfang von 11,65 Meter und eine Höhe von knapp 24 Meter.

## Geschichte

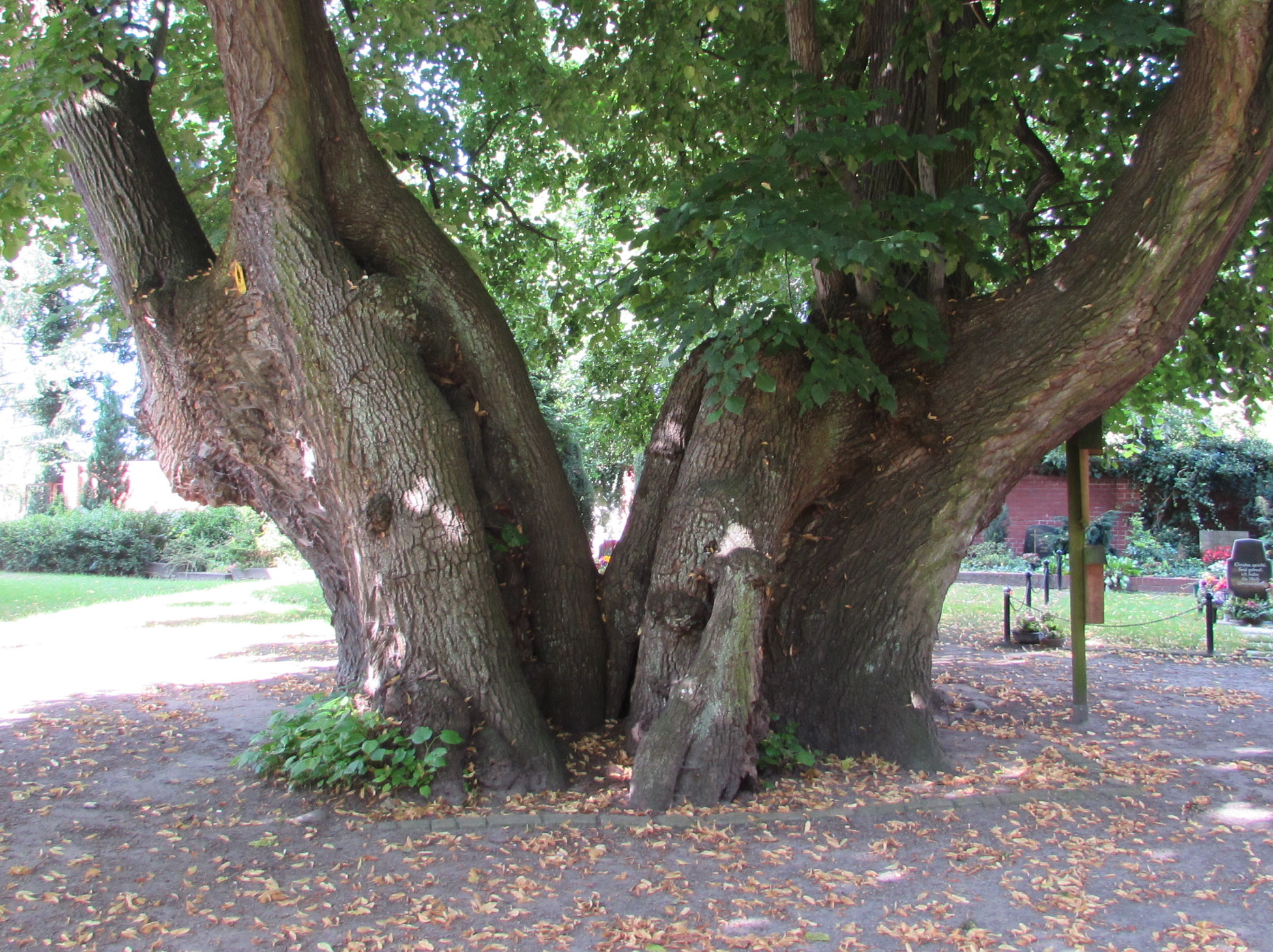
Der Stamm der Schwedenlinde

Bei der Schwedenlinde handelt sich um eine 400 bis 500 Jahre alte Sommerlinde (Tilia platyphyllos). Diese heißt einer lokalen Legende nach Schwedenlinde, da unter dem bereits zu dieser Zeit markanten Baum ein während des Dreißigjährigen Krieges gefallener schwedischer Offizier von seiner Geliebten beerdigt worden sein soll. Sie steht auf dem Kirchhof der später errichteten Dorfkirche Brielow.
Aufgrund seiner Größe und der damit einhergehenden Last und der Gefahr des Brechens von Ästen und Stamm wurde der Baum im Laufe der Zeit mehrfach durch Ketten und Stahlseile gesichert. Erstmals soll so 1880 ein Schmied des Ortes Brielow ein Aufspalten des Baumes verhindert haben. Weitere Sicherungsmaßnahmen folgten. Die vorletzte Sicherung erfolgte 1996. Dabei wurden erstmals Gurte eingesetzt. 2007 wurde die in den 1990er Jahren verbaute und während des Orkans Kyrill teilweise gerissene Kronensicherung ersetzt. Die Schwedenlinde gilt als dickster Baum Brandenburgs.